# بالوس دي لا فرونتيرا (محطة مترو أنفاق مدريد)
بالوس دي لا فرونتيرا (بالإسبانية: Palos de la Frontera)‏ هي محطة مترو أنفاق في مدريد في إسبانيا، تقع على الخط رقم 3. اسمها على قرية بالوس دي لا فرونتيرا التاريخية.